# Карашев, Аалы Азимович
Карашев Аалы Азимович (род. 30 октября 1968, Ак-Джар, Узгенский район, Ошская область, Киргизская ССР) — киргизский государственный деятель. Губернатор Ошской области (2007—2009), первый вице-премьер-министр КР (2011—2012). С 2012 по 2015 год — директор Государственной кадровой службы Кыргызской Республики; государственный советник государственной службы 2 класса.

## Биография
Родился 30 октября 1968 года в селе Ак-Джар Узгенского района, Ошской области.
В 1991 году окончил Кыргызский сельскохозяйственный институт по специальности зооинженер. Кандидат сельскохозяйственных наук. Автор ряда монографий по вопросам развития местного самоуправления в Кыргызстане.

### Трудовая деятельность
- 1985—1986 — Хозяйство КЗОСС НПО «Табак», техник по племенному учёту.
- 1995—1996 — Кыргызский сельскохозяйственный институт, зооинженерный факультет, ассистент.
- 1996—1998 — Ассоциация органов местного самоуправления Кыргызской Республики, главный специалист.
- 1998—1998 — Конгресс местных сообществ КР, руководитель аппарата.
- 1998—1999 — Администрация президента КР, отдел местного самоуправления и аграрной политики, заместитель заведующего отделом.
- 1999—2000 — Администрация президента КР, эксперт отдела организационной работы и политики государственного управления.
- 2000—2006 — Администрация президента КР, инспектор отдела организационной работы и политики государственного управления.
- Ноябрь 2007 — Заведующий отделом организационной работы и политики государственного управления Администрации президента КР.
- Ноябрь 2007 — 22 октября 2009 — Глава государственной администрации Ошской области.
- Октябрь 2009 — 7 апреля 2010 — Вице-премьер-министр — руководитель аппарата правительства КР.
- Июль 2011 — декабрь 2011 — Аппарат Правительства КР, советник премьер-министра КР
- Декабрь 2011 — Назначен заведующим отделом государственного и территориального управления и кадровой работы Аппарата Президента КР (его предшественником на этом посту был Карабаев Акпаралы Давлеталиевич).
- 23 декабря 2011 — 24 августа 2012 — Первый вице-премьер-министр Кыргызской Республики.
- 24 августа — 1 сентября 2012 — И.о. первого вице-премьер-министра КР.
- 1-6 сентября 2012 — и.о. премьер-министра КР.
- 10 сентября 2012 — 18 мая 2015  — Директор Государственной кадровой службы.
- 5 ноября 2015 — Первый вице-премьер-министр Кыргызской Республики.
- 14 апреля 2016 — 31 января 2017 — первый заместитель главы аппарата президента Кыргызской Республики.
- 1 февраля 2017 — депутат Жогорку Кенеша Кыргызской Республики.

## Дополнительная информация
По материалам диссертационной работы опубликованы 10 научных статей. В 1998—1999 годах Аалы Карашев опубликовал статьи по местному самоуправлению в информационно-аналитическом бюллетене.
В 1999 году совместно с О. С. Тарбинским подготовил и издал книгу «Местное самоуправление в Кыргызстане в переходный период», в 2002 году издал три новые книги: «Развитие местного самоуправления в Кыргызстане», «Местное самоуправление в Кыргызстане и за рубежом», «Современное состояние местного самоуправления в Кыргызской Республике».
Автор пособия «Организационно-правовые основы местного самоуправления» (Академия управления при Президенте Кыргызской Республики — Фонд Ханса Зайдела, 2004).
Автор монографии «Что такое местное самоуправление и как я могу в нем участвовать?».
Автор Руководство для граждан (Библиотечка местного самоуправления. Фонд «Сорос —Кыргызстан», 2005).
В 1997—2004 годах участвовал в разработке проектов указов Президента Кыргызской Республики по местному самоуправлению, в том числе по организации местного самоуправления в городах районного подчинения, о концепции развития местного самоуправления на 1999-2001 годы и др.
В 1998 году принимал участие в разработке примерного устава города районного подчинения и Устава города Бишкека.
Член рабочих групп Администрации Президента Кыргызской Республики по разработке проектов законов «О местной государственной администрации и местном самоуправлении», «О муниципальной службе», «О коммунальной собственности», «О финансово-экономических основах местного самоуправления» (1999—2002 год).
Участник разработки типовых инструкций для работников айыл окмоту, утверждённых постановлением Правительства Кыргызской Республики от 23 февраля 2004 года.
19 ноября 2009 года награждён юбилейной медалью, посвященной 70-летию со дня образования Жогорку Кенеш.

## Личная жизнь
Женат. Двое детей.